# 亞太安全合作理事會
亞太安全合作理事會（英語：The Council for Security Cooperation in the Asia Pacific），簡稱亞太安合會或CSCAP，是一個區域性的安全智庫網絡。CSCAP目前有二十一個成員委員會（來自澳大利亞、柬埔寨、加拿大、歐盟、印度、印度尼西亞、日本、馬來西亞、蒙古、緬甸、紐西蘭、北韓、巴布亞紐幾內亞、中華人民共和國、菲律賓、俄羅斯、新加坡、南韓、泰國、美國和越南）和一名觀察員（來自太平洋島國論壇）。多位國際關係學者指出，CSCAP對於區域一體化的重要性。
新加坡前總統塞拉潘·納丹是CSCAP的先驅之一。
亞太安全合作理事會中華民國委員會秘書處，目前設於國立政治大學國際關係研究中心管理，最初由劉復國教授為負責人，目前由蕭琇安副教授為負責人。